# The Long, Hot Summer
The Long, Hot Summer (en España, El largo y cálido verano; en Uruguay, Noche larga y febril; en Venezuela, Un largo y ardiente verano) es una película estadounidense de 1958 dirigida por Martin Ritt, con Paul Newman, Joanne Woodward, Anthony Franciosa, Lee Remick, Angela Lansbury y Orson Welles en los papeles principales.
La película es una adaptación libre de la novela El villorrio, de William Faulkner.

## Argumento
Ben Quick llega a un pequeño pueblo de Misisipi, donde se entera de que su padre es conocido como pirómano. Will Varner es el hombre más importante de la ciudad y odia a los Quick.
Varner hace todo lo que está a su alcance para complicar la vida de Ben; sin embargo, poco a poco va sintiendo aprecio por él y desearía que su hijo Jody se le pareciera. Entretanto, Ben y Clara, hija de Varner, inician un romance, pero Ben se verá inmerso en una injusta acusación de haber incendiado un granero. En realidad, lo ha hecho Jody, que está celoso de él y lo quiere implicar.

## Reparto
- Paul Newman - Ben Quick
- Joanne Woodward - Clara Varner
- Anthony Franciosa - Jody Varner
- Orson Welles - Will Varner
- Lee Remick - Eula Varner
- Angela Lansbury - Minnie Littlejohn
- Richard Anderson - Alan Stewart
- Sarah Marshall - Agnes Stewart
- Mabel Albertson - Elizabeth Stewart
- J. Pat O'Malley - Ratliff
- William Walker - Lucius, mayordomo de los Varner

## Candidaturas y premios

### Premios
- Premio del Festival de Cannes 1958: al mejor actor (Paul Newman)
- Premio Directors Guild of America 1959: al director de cine más destacado (Martin Ritt)
- Premios WGA 1959: al drama estadounidense mejor escrito (Irving Ravetch y Harriet Frank Jr.)

### Candidaturas
- Festival de cine de Cannes - Palma de Oro 1958: Martin Ritt